# Lauriane Rougeau
Lauriane Marie Rougeau (* 12. April 1990 in Pointe-Claire, Québec) ist eine ehemalige kanadische Eishockeyspielerin, die zuletzt bei Team PWHL Toronto aus der Professional Women’s Hockey League auf der Position der Verteidigerin spielte. Zuvor war sie lange für Les Canadiennes de Montréal respektive Montréal Stars in der Canadian Women’s Hockey League aktiv. Darüber hinaus war sie von 2011 bis 2018 Mitglied der kanadische Frauennationalmannschaft und gewann mit dieser je eine olympische Goldmedaille und einen Weltmeistertitel sowie fünf weitere Silbermedaillen. 

## Karriere
Lauriane Rougeau spielte als Kind im männlichen Nachwuchs der Lakeshore Panthers in West-Montreal und durchlief dabei die Stufen Atom, PeeWee und Bantam, wobei sie auf der Bantam-AA-Stufe das einzige Mädchen war. Im Jahr 2002 gewann sie eine Goldmedaille bei den Atom AA Quebec Provincials, drei Jahre später gewann sie mit Quebec bei den nationalen U18-Meisterschaften der Frauen 2005 die Silbermedaille. Bis dahin hatte sie ausschließlich in männlichen Nachwuchsmannschaften gespielt und war sich nicht bewusst, dass es auch reine Frauen-Meisterschaften und -ligen gab.
In der Saison 2005/06 spielte Rougeau auf dem Level Midget für die Lac St. Louis Tigres. In der folgenden Saison lief sie erstmals im semiprofessionellen Eishockey auf, als sie mit den Montréal Axion den zweiten Platz in der NWHL 2006/07 belegte.
Bei den Canada Winter Games 2007 gewann Rougeau mit dem Team Quebec die Bronzemedaille. Im selben Jahr vertrat sie Quebec erneut bei der nationalen U18-Frauenmeisterschaft und gewann abermals die Silbermedaille.

### College-Eishockey
Zunächst besuchte Rougeau zwischen 2007 und 2009 Schulen des Collège d’enseignement général et professionnel im kanadischen Universitätssystem. Im ersten Jahr lernte sie am Cégep de St-Jérôme, anschließend am Dawson College. In der Spielzeit 2007/08 gewann Rougeau mit den Cheminots du Cégep de St-Jérôme die Collégial AA-Meisterschaft nach einer regulären Saison mit 27 Siegen und ohne Niederlage. Im folgenden Jahr verhalf sie den Dawson College Blues zu einer Saison mit 31 Siegen und nur einer Niederlage und erreichte den zweiten Platz in den Collégial AA Playoffs. Zudem war sie punktbeste Verteidigerin ihres Teams.
In der Saison 2008/09 trat sie parallel für die Montréal Stars in der Canadian Women’s Hockey League an und gewann am Saisonende mit den Stars den Clarkson Cup.
Zur Saison 2009/10 wechselte sie in das US-amerikanische Universitätssystem und nahm ein Studium der Ernährungswissenschaften an der Cornell University auf. Für deren Eishockeyteam, die Cornell Big Red, spielte sie in der ECAC Hockey. 2010 wurde sie in das NCAA Second Team All-American berufen und als Ivy League Rookie of the Year ausgezeichnet. Mit den Cornell Big Reds nahm sie am Frozen Four 2010, dem NCAA-Meisterschaftsturnier, teil, verlor aber das Finalspiel gegen die Minnesota Duluth Bulldogs. Persönlich erhielt sie während ihrer Collegezeit über 20 Auszeichnungen und wurde in allen vier Jahren für den Patty Kazmaier Memorial Award nominiert. 2013 beendete sie ihr Studium mit einem Bachelor of Science.

### CWHL, PWHPA und PWHL

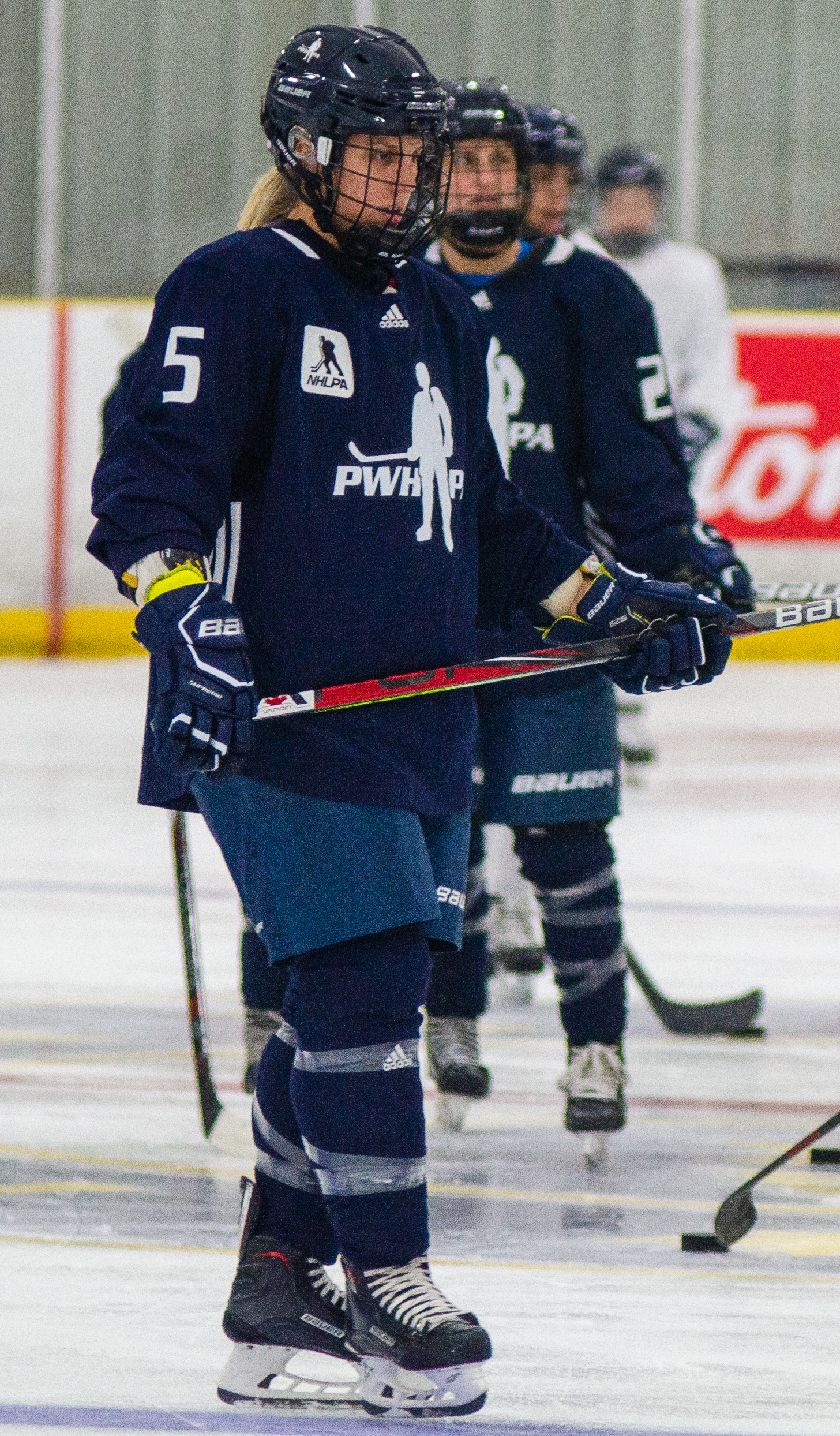
Lauriane Rougeau im Triko der PWHPA im September 2019

Während der Saison 2013/14 bereitete sie sich zentralisiert mit Hockey Canada auf die Olympischen Winterspiele 2014 vor.
Zwischen 2014 und 2019 spielte Rougeau für die Les Canadiennes de Montréal (ehemals Montréal Stars) in der CWHL und gewann mit diesen am Ende der Saison 2016/17 erneut die Meisterschaftstrophäe, den Clarkson Cup. 2019 wurde die CWHL aufgelöst, anschließend spielte Rougeau für das Team Montréal der Professional Women’s Hockey Players Association bei Promotions-Turnieren. Im Jahr 2023 wurde aus der PWHPA heraus die Professional Women’s Hockey League gegründet. Im Dezember 2023 erhielt Rougeau einen Vertrag beim Team PWHL Toronto. Nach der Saison 2023/24, im Oktober 2024, beendete sie ihre Spielerkarriere und wurde Director of Hockey Operations bei den Toronto Sceptres.

### International
Auf internationaler Ebene war Rougeau Teilnehmerin an der U18-Frauen-Weltmeisterschaft 2008, wo sie mit der Mannschaft die Silbermedaille gewann und Kapitänin des Teams war. Zudem wurde sie bei diesem Turnier als beste Verteidigerin ausgezeichnet. Anschließend spielte sie bis 2011 für die U22-Nationalmannschaft Kanadas unter anderem bei Vorbereitungsturnieren wie dem MLP Nations Cup (2009, 2010) in Ravensburg.
In die kanadische Frauennationalmannschaft wurde die Stürmerin erstmals im Jahr 2011 berufen, als sie mit dieser am 4 Nations Cup teilnahm. Bei der Weltmeisterschaft 2012 gewann sie die Goldmedaille sowie bei den Weltmeisterschaften 2013, 2015, 2016 und 2017 jeweils die Silbermedaille.
Im Rahmen der Olympischen Winterspiele 2014 in Sotschi feierte die Angreiferin den Gewinn der Goldmedaille. Vier Jahre später bei den Olympischen Winterspielen 2018 in Pyeongchang Silber.

## Erfolge und Auszeichnungen
- 2008 Gewinn der Collégial-AA-Meisterschaft mit dem Cheminots du Cégep de St-Jérôme
- 2009 Clarkson-Cup-Gewinn mit den Montreal Stars
- 2009 Gewinn der Collégial-AA-Meisterschaft mit den Dawson College Blues[10]
- 2017 Clarkson-Cup-Gewinn mit den Les Canadiennes de Montréal

### NCAA
| - 2010 Ivy League Rookie of the Year - 2010 First Team All-Ivy - 2010 ECAC Hockey All-Rookie Team - 2010 Second Team All-American - 2010 NCAA Tournament All-Tournament Team - 2011 All-ECAC First Team - 2011 Second Team All-American | - 2011 Second Team All-Ivy - 2012 Second Team All-American - 2012 All-ECAC First Team - 2012 First Team All-Ivy - 2013 Second Team All-American - 2013 All-ECAC First Team - 2013 First Team All-Ivy |

### International
| - 2008 Silbermedaille bei der U18-Frauen-Weltmeisterschaft - 2008 Beste Verteidigerin der U18-Frauen-Weltmeisterschaft - 2012 Goldmedaille bei der Weltmeisterschaft - 2013 Silbermedaille bei der Weltmeisterschaft - 2014 Goldmedaille bei den Olympischen Winterspielen | - 2015 Silbermedaille bei der Weltmeisterschaft - 2016 Silbermedaille bei der Weltmeisterschaft - 2017 Silbermedaille bei der Weltmeisterschaft - 2018 Silbermedaille bei den Olympischen Winterspielen |

## Karrierestatistik
(Legende zur Spielerstatistik: Sp oder GP = absolvierte Spiele; T oder G = erzielte Tore; V oder A = erzielte Assists; Pkt oder Pts = erzielte Scorerpunkte; SM oder PIM = erhaltene Strafminuten; +/− = Plus/Minus-Bilanz; PP = erzielte Überzahltore; SH = erzielte Unterzahltore; GW = erzielte Siegtore; 1 Play-downs/Relegation; Kursiv: Statistik nicht vollständig)